# Großer Preis von Belgien 1980
Der Große Preis von Belgien 1980 (offiziell XXXVIII Grote Prijs van Belgie) fand am 4. Mai auf dem Circuit Zolder in Zolder-Terlaemen statt und war das fünfte Rennen der Automobil-Weltmeisterschaft 1980.

## Berichte

### Hintergrund
Fünf Wochen lagen zwischen dem Großen Preis von Long Beach und dem Auftakt der Europa-Saison in Belgien. Während dieser Unterbrechung war das finanziell angeschlagene Team Shadow an Teddy Yip, den Gründer des Rennstalls Theodore Racing, verkauft worden.
Alain Prost kehrte nach mehrwöchiger, verletzungsbedingter Pause wieder ins Teilnehmerfeld zurück. Als Ersatz für Clay Regazzoni, der seit seinem Unfall in Long Beach querschnittsgelähmt war, engagierte das Team Ensign Racing den Formel-1-Neuling Tiff Needell, der somit zu seinem einzigen Grand-Prix-Einsatz kam.
Um Kosten zu sparen, hatten sich die beiden konkurrierenden Reifenhersteller Goodyear und Michelin darauf geeinigt, fortan keine speziellen Qualifikationsreifen mehr herzustellen.
Das italienische Team Merzario, das zu allen Weltmeisterschaftsläufen der Jahre 1978 und 1979 mit eigenen Konstruktionen  angetreten war und seit Anfang 1980 nur noch in der Formel-2-Europameisterschaft an den Start ging, meldete sich mit dem Merzario M1, der eigentlich ein Formel-2-Auto war, für den Großen Preis von Belgien. Frühe Meldelisten führen das Auto unter der Startnummer 24 für Arturo Merzario. Das Team zog die Meldung allerdings vor Beginn des Rennwochenendes zurück und erschien nicht in Belgien.
In der Fahrerwertung führten René Arnoux und Nelson Piquet mit fünf Punkten vor Alan Jones. In der Konstrukteurswertung führten Renault und Brabham-Ford mit drei Punkten vor Williams-Ford.

### Training
Jones sicherte sich am Freitag bei trockenen Bedingungen seine zweite Pole-Position des Jahres vor den beiden Ligier-Piloten Didier Pironi und Jacques Laffite. Der zweite Williams-Pilot Carlos Reutemann folgte auf dem vierten Platz vor den beiden Renault von Jean-Pierre Jabouille und Arnoux.
Da samstags aufgrund feuchter Streckenbedingungen keine Zeitverbesserungen zu erwarten waren, verzichteten einige Fahrer auf eine Teilnahme am zweiten Qualifikationstraining.

### Rennen
Pironi beschleunigte Jones am Start aus und übernahm die Führung. Jabouille schied aufgrund eines Kupplungsdefektes aus.
Bis zur 17. Runde änderte sich an der Reihenfolge der ersten neun Piloten nichts. Dann fiel Arnoux nach dem missglückten Versuch, den Viertplatzierten Reutemann zu überholen, auf den zehnten Rang zurück und musste seinen fünften Platz Piquet überlassen. Dieser schied in der 33. Runde infolge eines Drehers aus. Nachdem Laffite seinen dritten Platz in Runde 38 an Reutemann verloren hatte, steuerte er die Box an, da er einen Bremsdefekt vermutete. Nachdem seine Mechaniker das Problem behoben hatten, kehrte er als 14. und somit zu diesem Zeitpunkt Vorletzter auf die Strecke zurück.
Pironi gewann vor Jones und Reutemann. Arnoux erreichte den vierten Platz knapp vor Jean-Pierre Jarier und Gilles Villeneuve.
Pironi war nach Piquet und Arnoux bereits der dritte Fahrer in jenem Jahr, der erstmals einen Grand Prix gewann.

## Meldeliste
| Team                          | Nr. | Fahrer                | Chassis        | Motor                    | Reifen |
| ----------------------------- | --- | --------------------- | -------------- | ------------------------ | ------ |
| Scuderia Ferrari SpA SEFAC    | 01  | Jody Scheckter        | Ferrari 312T5  | Ferrari 015 3.0 F12      | M      |
| Scuderia Ferrari SpA SEFAC    | 02  | Gilles Villeneuve     | Ferrari 312T5  | Ferrari 015 3.0 F12      | M      |
| Candy Tyrrell Team            | 03  | Jean-Pierre Jarier    | Tyrrell 010    | Ford Cosworth DFV 3.0 V8 | G      |
| Candy Tyrrell Team            | 04  | Derek Daly            | Tyrrell 010    | Ford Cosworth DFV 3.0 V8 | G      |
| Parmalat Racing Team          | 05  | Nelson Piquet         | Brabham BT49   | Ford Cosworth DFV 3.0 V8 | G      |
| Parmalat Racing Team          | 06  | Ricardo Zunino        | Brabham BT49   | Ford Cosworth DFV 3.0 V8 | G      |
| Marlboro Team McLaren         | 07  | John Watson           | McLaren M29B   | Ford Cosworth DFV 3.0 V8 | G      |
| Marlboro Team McLaren         | 08  | Alain Prost           | McLaren M29B   | Ford Cosworth DFV 3.0 V8 | G      |
| Team ATS                      | 09  | Jan Lammers           | ATS D4         | Ford Cosworth DFV 3.0 V8 | G      |
| Team Essex Lotus              | 11  | Mario Andretti        | Lotus 81       | Ford Cosworth DFV 3.0 V8 | G      |
| Team Essex Lotus              | 12  | Elio de Angelis       | Lotus 81       | Ford Cosworth DFV 3.0 V8 | G      |
| Unipart Racing Team           | 14  | Tiff Needell          | Ensign N180    | Ford Cosworth DFV 3.0 V8 | G      |
| Équipe Renault Elf            | 15  | Jean-Pierre Jabouille | Renault RE20   | Renault EF1 1.5 V6t      | M      |
| Équipe Renault Elf            | 16  | René Arnoux           | Renault RE20   | Renault EF1 1.5 V6t      | M      |
| Shadow Cars                   | 17  | Geoff Lees            | Shadow DN12    | Ford Cosworth DFV 3.0 V8 | G      |
| Shadow Cars                   | 18  | Dave Kennedy          | Shadow DN11    | Ford Cosworth DFV 3.0 V8 | G      |
| Skol Fittipaldi Team          | 20  | Emerson Fittipaldi    | Fittipaldi F7  | Ford Cosworth DFV 3.0 V8 | G      |
| Skol Fittipaldi Team          | 21  | Keke Rosberg          | Fittipaldi F7  | Ford Cosworth DFV 3.0 V8 | G      |
| Marlboro Team Alfa Romeo      | 22  | Patrick Depailler     | Alfa Romeo 179 | Alfa Romeo 1260 3.0 V12  | G      |
| Marlboro Team Alfa Romeo      | 23  | Bruno Giacomelli      | Alfa Romeo 179 | Alfa Romeo 1260 3.0 V12  | G      |
| Team Merzario                 | 24  | Arturo Merzario       | Merzario M1    | Ford Cosworth DFV 3.0 V8 | G      |
| Équipe Ligier Gitanes         | 25  | Didier Pironi         | Ligier JS11/15 | Ford Cosworth DFV 3.0 V8 | G      |
| Équipe Ligier Gitanes         | 26  | Jacques Laffite       | Ligier JS11/15 | Ford Cosworth DFV 3.0 V8 | G      |
| Albilad-Williams Racing Team  | 27  | Alan Jones            | Williams FW07B | Ford Cosworth DFV 3.0 V8 | G      |
| Albilad-Williams Racing Team  | 28  | Carlos Reutemann      | Williams FW07B | Ford Cosworth DFV 3.0 V8 | G      |
| Warsteiner Arrows Racing Team | 29  | Riccardo Patrese      | Arrows A3      | Ford Cosworth DFV 3.0 V8 | G      |
| Warsteiner Arrows Racing Team | 30  | Jochen Mass           | Arrows A3      | Ford Cosworth DFV 3.0 V8 | G      |
| Osella Squadra Corse          | 31  | Eddie Cheever         | Osella FA1     | Ford Cosworth DFV 3.0 V8 | G      |

## Klassifikationen

### Qualifying
| Pos. | Fahrer                | Konstrukteur    | Qualifikationstraining 1 | Qualifikationstraining 1 | Qualifikationstraining 2 | Qualifikationstraining 2 | Start |
| Pos. | Fahrer                | Konstrukteur    | Zeit                     | Ø-Geschwindigkeit        | Zeit                     | Ø-Geschwindigkeit        | Start |
| ---- | --------------------- | --------------- | ------------------------ | ------------------------ | ------------------------ | ------------------------ | ----- |
| 01   | Alan Jones            | Williams-Ford   | 1:19,12                  | 193,923 km/h             | 1:28,81                  | 172,764 km/h             | 01    |
| 02   | Didier Pironi         | Ligier-Ford     | 1:19,35                  | 193,361 km/h             | 1:29,66                  | 171,126 km/h             | 02    |
| 03   | Jacques Laffite       | Ligier-Ford     | 1:19,69                  | 192,536 km/h             | 1:35,84                  | 160,092 km/h             | 03    |
| 04   | Carlos Reutemann      | Williams-Ford   | 1:19,79                  | 192,295 km/h             | keine Zeit               | –                        | 04    |
| 05   | Jean-Pierre Jabouille | Renault         | 1:19,89                  | 192,054 km/h             | 1:31,14                  | 168,348 km/h             | 05    |
| 06   | René Arnoux           | Renault         | 1:19,89                  | 192,054 km/h             | 1:34,11                  | 163,035 km/h             | 06    |
| 07   | Nelson Piquet         | Brabham-Ford    | 1:20,23                  | 191,240 km/h             | 1:36,48                  | 159,030 km/h             | 07    |
| 08   | Elio de Angelis       | Lotus-Ford      | 1:20,96                  | 189,516 km/h             | 1:40,83                  | 152,169 km/h             | 08    |
| 09   | Jean-Pierre Jarier    | Tyrrell-Ford    | 1:21,36                  | 188,584 km/h             | 1:29,71                  | 171,031 km/h             | 09    |
| 10   | Patrick Depailler     | Alfa Romeo      | 1:21,45                  | 188,376 km/h             | 1:39,73                  | 153,847 km/h             | 10    |
| 11   | Derek Daly            | Tyrrell-Ford    | 1:21,51                  | 188,237 km/h             | 1:37,52                  | 157,334 km/h             | 11    |
| 12   | Gilles Villeneuve     | Ferrari         | 1:21,54                  | 188,168 km/h             | 1:34,50                  | 162,362 km/h             | 12    |
| 13   | Jochen Mass           | Arrows-Ford     | 1:21,55                  | 188,145 km/h             | keine Zeit               | –                        | 13    |
| 14   | Jody Scheckter        | Ferrari         | 1:21,58                  | 188,076 km/h             | 1:35,73                  | 160,276 km/h             | 14    |
| 15   | Jan Lammers           | ATS-Ford        | 1:21,72                  | 187,753 km/h             | 1:33,87                  | 163,452 km/h             | 15    |
| 16   | Riccardo Patrese      | Arrows-Ford     | 1:21,75                  | 187,684 km/h             | 1:33,87                  | 163,452 km/h             | 16    |
| 17   | Mario Andretti        | Lotus-Ford      | 1:22,07                  | 186,953 km/h             | 1:33,71                  | 163,731 km/h             | 17    |
| 18   | Bruno Giacomelli      | Alfa Romeo      | 1:22,20                  | 186,657 km/h             | 1:31,08                  | 168,458 km/h             | 18    |
| 19   | Alain Prost           | McLaren-Ford    | 1:22,26                  | 186,521 km/h             | 1:31,01                  | 168,588 km/h             | 19    |
| 20   | John Watson           | McLaren-Ford    | 1:22,57                  | 185,821 km/h             | 1:30,64                  | 169,276 km/h             | 20    |
| 21   | Keke Rosberg          | Fittipaldi-Ford | 1:22,97                  | 184,925 km/h             | 1:32,30                  | 166,232 km/h             | 21    |
| 22   | Ricardo Zunino        | Brabham-Ford    | 1:23,18                  | 184,458 km/h             | keine Zeit               | –                        | 22    |
| 23   | Tiff Needell          | Ensign-Ford     | 1:23,50                  | 183,751 km/h             | 1:33,97                  | 163,278 km/h             | 23    |
| 24   | Emerson Fittipaldi    | Fittipaldi-Ford | 1:24,22                  | 182,180 km/h             | 1:46,09                  | 144,624 km/h             | 24    |
| DNQ  | Geoff Lees            | Shadow-Ford     | 1:24,37                  | 181,856 km/h             | keine Zeit               | –                        | –     |
| DNQ  | Dave Kennedy          | Shadow-Ford     | 1:24,64                  | 181,276 km/h             | keine Zeit               | –                        | –     |
| DNQ  | Eddie Cheever         | Osella-Ford     | keine Zeit               | –                        | 1:40,06                  | 153,340 km/h             | –     |
| DNP  | Arturo Merzario       | Team Merzario   | keine Zeit               | –                        | keine Zeit               | –                        | –     |

### Rennen
| Pos. | Fahrer                | Konstrukteur    | Runden | Stopps | Zeit       | Start | Schnellste Runde |
| ---- | --------------------- | --------------- | ------ | ------ | ---------- | ----- | ---------------- |
| 01   | Didier Pironi         | Ligier-Ford     | 72     | 0      | 1:38:46,51 | 02    | 1:20,94          |
| 02   | Alan Jones            | Williams-Ford   | 72     | 0      | + 47,37    | 01    | 1:20,97          |
| 03   | Carlos Reutemann      | Williams-Ford   | 72     | 0      | + 1:24,12  | 04    | 1:22,35          |
| 04   | René Arnoux           | Renault         | 71     | 0      | + 1 Runde  | 06    | 1:21,33          |
| 05   | Jean-Pierre Jarier    | Tyrrell-Ford    | 71     | 0      | + 1 Runde  | 09    | 1:22,25          |
| 06   | Gilles Villeneuve     | Ferrari         | 71     | 0      | + 1 Runde  | 12    | 1:22,62          |
| 07   | Keke Rosberg          | Fittipaldi-Ford | 71     | 0      | + 1 Runde  | 21    | 1:22,34          |
| 08   | Jody Scheckter        | Ferrari         | 70     | 0      | + 2 Runden | 14    | 1:22,84          |
| 09   | Derek Daly            | Tyrrell-Ford    | 70     | 0      | + 2 Runden | 11    | 1:23,62          |
| 10   | Elio de Angelis       | Lotus-Ford      | 69     | 0      | DNF        | 08    | 1:21,81          |
| 11   | Jacques Laffite       | Ligier-Ford     | 68     | 1      | + 4 Runden | 03    | 1:20,88 (57.)    |
| 12   | Jan Lammers           | ATS-Ford        | 64     | 0      | DNF        | 15    | 1:23,33          |
| –    | John Watson           | McLaren-Ford    | 61     | 1      | NC         | 20    | 1:23,48          |
| –    | Riccardo Patrese      | Arrows-Ford     | 58     | 0      | DNF        | 16    | 1:21,89          |
| –    | Mario Andretti        | Lotus-Ford      | 41     | 0      | DNF        | 17    | 1:24,06          |
| –    | Patrick Depailler     | Alfa Romeo      | 38     | 2      | DNF        | 10    | 1:23,51          |
| –    | Nelson Piquet         | Brabham-Ford    | 32     | 0      | DNF        | 07    | 1:22,51          |
| –    | Alain Prost           | McLaren-Ford    | 29     | 0      | DNF        | 19    | 1:24,89          |
| –    | Emerson Fittipaldi    | Fittipaldi-Ford | 16     | 0      | DNF        | 24    | 1:26,16          |
| –    | Tiff Needell          | Ensign-Ford     | 12     | 0      | DNF        | 23    | 1:26,83          |
| –    | Bruno Giacomelli      | Alfa Romeo      | 11     | 0      | DNF        | 18    | 1:24,18          |
| –    | Ricardo Zunino        | Brabham-Ford    | 5      | 0      | DNF        | 22    | 1:27,06          |
| –    | Jochen Mass           | Arrows-Ford     | 1      | 0      | DNF        | 13    | 1:38,00          |
| –    | Jean-Pierre Jabouille | Renault         | 1      | 0      | DNF        | 05    | 1:44,38          |

## WM-Stände nach dem Rennen
Die ersten sechs des Rennens bekamen 9, 6, 4, 3, 2 bzw. 1 Punkt(e). Es zählten nur die besten fünf Ergebnisse aus den ersten sieben Rennen und die besten fünf Ergebnisse aus den letzten sieben Rennen. In der Konstrukteurswertung wurden alle Resultate gewertet.

### Fahrerwertung
| Pos. | Fahrer             | Konstrukteur    | Punkte |
| ---- | ------------------ | --------------- | ------ |
| 01   | René Arnoux        | Renault         | 21     |
| 02   | Alan Jones         | Williams-Ford   | 19     |
| 03   | Nelson Piquet      | Brabham-Ford    | 18     |
| 04   | Didier Pironi      | Ligier-Ford     | 17     |
| 05   | Riccardo Patrese   | Arrows-Ford     | 7      |
| 06   | Elio de Angelis    | Lotus-Ford      | 6      |
| 07   | Jacques Laffite    | Ligier-Ford     | 6      |
| 08   | Carlos Reutemann   | Williams-Ford   | 6      |
| 09   | Keke Rosberg       | Fittipaldi-Ford | 4      |
| 10   | Emerson Fittipaldi | Fittipaldi-Ford | 4      |
| 11   | Derek Daly         | Tyrrell-Ford    | 3      |
| 12   | John Watson        | McLaren-Ford    | 3      |
| 13   | Alain Prost        | McLaren-Ford    | 3      |
| 14   | Bruno Giacomelli   | Alfa Romeo      | 2      |

| Pos. | Fahrer                | Konstrukteur | Punkte |
| ---- | --------------------- | ------------ | ------ |
| 15   | Jody Scheckter        | Ferrari      | 2      |
| 16   | Jean-Pierre Jarier    | Tyrrell-Ford | 2      |
| 17   | Jochen Mass           | Arrows-Ford  | 1      |
| 18   | Gilles Villeneuve     | Ferrari      | 1      |
| 19   | Ricardo Zunino        | Brabham-Ford | 0      |
| 20   | Marc Surer            | ATS-Ford     | 0      |
| 21   | Clay Regazzoni        | Ensign-Ford  | 0      |
| 22   | Jean-Pierre Jabouille | Renault      | 0      |
| 23   | Mario Andretti        | Lotus-Ford   | 0      |
| 24   | Jan Lammers           | ATS-Ford     | 0      |
| 25   | Geoff Lees            | Shadow-Ford  | 0      |
| –    | Patrick Depailler     | Alfa Romeo   | 0      |
| –    | Eddie Cheever         | Osella-Ford  | 0      |
| –    | Tiff Needell          | Ensign-Ford  | 0      |

### Konstrukteurswertung
| Pos. | Konstrukteur    | Punkte |
| ---- | --------------- | ------ |
| 01   | Williams-Ford   | 25     |
| 02   | Ligier-Ford     | 23     |
| 03   | Renault         | 21     |
| 04   | Brabham-Ford    | 18     |
| 05   | Arrows-Ford     | 8      |
| 06   | Fittipaldi-Ford | 8      |
| 07   | Lotus-Ford      | 6      |
| 08   | McLaren-Ford    | 6      |

| Pos. | Konstrukteur | Punkte |
| ---- | ------------ | ------ |
| 09   | Tyrrell-Ford | 5      |
| 10   | Ferrari      | 3      |
| 11   | Alfa Romeo   | 2      |
| 12   | ATS-Ford     | 0      |
| 13   | Ensign-Ford  | 0      |
| 13   | Shadow-Ford  | 0      |
| –    | Osella-Ford  | 0      |